# The King's Thief
The King's Thief é um filme de aventura estadunidense dirigido por Robert Z. Leonard. Lançado em 5 de agosto de 1955, o filme se passa em Londres na época de Carlos II e é estrelado por Ann Blyth, Edmund Purdom, David Niven, George Sanders e Roger Moore.

## Elenco
- Ann Blyth ...Lady Mary
- Edmund Purdom ...Michael Dermott
- David Niven ...James - Duke of Brampton
- George Sanders ...Carlos II
- Roger Moore ...Jack
- John Dehner ...Capitão Herrick
- Sean McClory ...Sheldon
- Tudor Owen ...Simon
- Melville Cooper ...  Henry Wynch
- Alan Mowbray ...  Sir Gilbert Talbot
- Rhys Williams ... Turn key
- Joan Elan ...  Charity Fell
- Charles Davis ...  Apothecary
- Ashley Cowan ...  Skene
- Ian Wolfe ...  Fell
- Paul Cavanagh ...  Sir Edward Scott
- Lillian Kemble-Cooper ...  Mrs. Fell
- Isobel Elsom ...  Mrs. Bennett
- Milton Parsons ...  Adam Urich
- Jacob Hall ...  Lord Layton
- Queenie Leonard ... esposa de Apothecary

## Produção
As filmagens começaram em 15 de dezembro de 1954 sob a direção de Hugo Fregonese. No início de janeiro, Fregonese foi substituído por Robert Z. Leonard. A MGM então anunciou que Robert Taylor faria o papel principal , mas o personagem foi interpretado por Edmund Purdom.